# ライプニッツ (小惑星)
ライプニッツ (5149 Leibniz) は、小惑星帯の小惑星。パロマー天文台のトム・ゲーレルスとライデン天文台のファン・ハウテン夫妻が発見した。
ドイツの哲学者・数学者で、微積分法の発見者、ゴットフリート・ライプニッツから命名された。